# Liste des circuits départementaux de randonnée en Gironde
Cette page est une annexe de l'article « Randonnée en Gironde ».

## Circuits départementaux
| Nom                                                   | Lieu de départ                 | Lieu d'arrivée                                         | Longueur | Carte                 | N° sur carte | Panneaux de direction | Remarques |
| ----------------------------------------------------- | ------------------------------ | ------------------------------------------------------ | -------- | --------------------- | ------------ | --------------------- | --- |
| Circuit des Doucs                                     | Château de Cazeneuve - Préchac | Lassus - Saint-Symphorien                              | 29 km    | Haute Lande Girondine | 1            |                       | |
| Circuit de la Vallée du Ciron                         | Noaillan - bourg               | Pompéjac                                               | 20 km    | Haute Lande Girondine | 4            |                       | |
| Circuit Transpodensacais                              | Portets                        | Origne ou Guillos                                      |          | Podensac              | 1            |                       | |
| Circuit des 100 Forêts / Sentier des Cent Forêts      | Illats                         | Illats ou Origne                                       |          | Podensac              | 2            |                       | |
| Circuit les Brumes d'Or                               | Antonion - Noaillan            | Pujols-sur-Ciron                                       | 12 km    | Langon                | 1            |                       | |
| Circuit les Paloumayres                               | Léogeats                       | Mazères                                                | 15 km    | Langon                | 3            |                       | |
| Circuit les Gémeys                                    | Léogeats                       | Roaillan - Maurin                                      | 7 km     | Langon                | 4            |                       | Permet d'eviter les secteurs de chasse à la palombe du circuit les Paloumayres |
| Circuit les Contrastes                                | Mazères                        | Langon                                                 | 23 km    | Langon                | 2            |                       | Ce circuit départemental (Les Contrastes) est coupé en deux près des lieux-dits Herrères du Haut par l'autoroute A65, sans balisage d'un itinéraire alternatif. Trouvez un itinéraire qui permet de rejoindre les deux morceaux en cliquant ici.                                                                                          |
| Circuit les Arrius                                    | Antonion - Noaillan            | Langon                                                 | 24 km    | Langon                | 7            |                       | |
| Circuit les Gabares                                   | Langon - quais de la Garonne   | Barie                                                  | 21 km    | Langon                | 5            |                       | Interrompu par l'effondrement de la passerelle à l'embouchure de la Bassanne en mai 2020. Trouvez un itinéraire qui permet d'éviter la passerelle effondrée en cliquant ici. |
| Circuit le Halage                                     | Castets-en-Dorthe - l'écluse   | Blaignac                                               | 11.9 km  | Langon                | 6            |                       | |
| Circuit Toulouse-Lautrec François Mauriac             |                                |                                                        |          |                       |              |                       | |
| Circuit des Coteaux                                   |                                |                                                        |          |                       |              |                       | |
| Circuit des bords de Garonne                          | Cambes                         | Caudrot                                                |          | Saint-Macaire         | 1            |                       | Itinéraire incomplète entre Cambes et Cadillac. À Cadillac le trajet de cet itinéraire passe devant les remparts entre la tour Bérard d’Albret à côté de l'Œuille et la porte de la Mer. Il ne passe pas par le chemin balisé jaune et vert sur la rive de l'Œuille. Cet dernier est bloqué par l'effondrement de la rive de ce ruisseau. |
| Circuit des Coteaux                                   | Carignan-de-Bordeaux           | Saint-Exupéry - Mairie                                 |          | Saint-Macaire         | 2            |                       | |
| Circuit Toulouse-Lautrec François Mauriac             | Verdelais                      | Saint-Exupéry - les Catherineaux                       |          | Saint-Macaire         | 3            |                       | |
| Circuit des Paloumayres                               |                                |                                                        |          |                       |              |                       | Birac, Sauviac, Bernos-Beaulac, Pompéjac, Lignan-de-Bazas, Bazas |
| Circuit du Cap des Landes                             |                                |                                                        |          |                       |              |                       | Lerm-et-Musset, Goualade, Saint-Michel-de-Castelnau, Lartigue, Giscos, Escaudes |
| Circuit du Barthos                                    | Lerm-et-Musset                 | Sendets ou Grignols                                    |          |                       |              |                       | Ruisseau de Barthos : Lavazan, Marions |
| Circuit du Lysos                                      |                                |                                                        |          |                       |              |                       | Lisos (rivière) |
| Circuit du Bazadais                                   |                                |                                                        |          |                       |              |                       | |
| Circuit du Pays d'Auros : Bassanne - Auros - Cazats   | Bassanne                       | Cazats                                                 | 24,7 Km  |                       |              |                       | |
| Circuit du Pays d'Auros : Coimères - Auros - Sigalens | Coimères                       | Sigalens                                               | 16 Km    |                       |              |                       | Itinéraire incomplète entre Auros et Sigalens. |
| Circuit du Haut-Entre-Deux-Mers                       |                                |                                                        |          |                       |              |                       | Sauveterre-de-Guyenne - Pellegrue - Monségur - La Réole - Fontet - Sigalens |
| Circuit Vert et Or                                    | Noaillan - bourg               | Saint-Léger-de-Balson ou Villemégea - Saint-Symphorien | 19 km    | Haute Lande Girondine | 5            |                       | |
| Circuit des Pignadas                                  | Noaillan - bourg               | Hostens                                                | 35 km    | Haute Lande Girondine | 3            |                       | |
| Circuit François Mauriac                              | Le Tuzan                       | Villemégea - Saint-Symphorien                          | 19 km    | Haute Lande Girondine | 2            |                       | |
| Circuit du Val de l'Eyre                              | Hostens                        | Le Teich                                               |          | Val de l'Eyre         |              |                       | |
| Circuit des Sous-Bois                                 |                                |                                                        |          |                       |              |                       | De Targon vers Bellebat |
| Circuit du Plateau                                    |                                |                                                        |          |                       |              |                       | De Targon vers Bellebat |
| Circuit du Haut Benauge                               | Mourens                        | Gornac                                                 |          |                       |              |                       | Benauge (pays traditionnel). Circuit de Mourens à Gornac par Saint-Pierre-de-Bat, Arbis, Escoussans, Soulignac, Targon, Ladaux et Cantois, avec un embranchement d'Arbis à Omet. |